# El Polvorín, Veracruz
El Polvorín är en ort i Mexiko.   Den ligger i kommunen San Andrés Tuxtla och delstaten Veracruz, i den sydöstra delen av landet, 400 km öster om huvudstaden Mexico City. El Polvorín ligger 255 meter över havet och antalet invånare är 512.
Terrängen runt El Polvorín är kuperad norrut, men söderut är den platt. Runt El Polvorín är det ganska tätbefolkat, med 111 invånare per kvadratkilometer. Närmaste större samhälle är San Andres Tuxtla, 5,4 km öster om El Polvorín. Omgivningarna runt El Polvorín är en mosaik av jordbruksmark och naturlig växtlighet.